# Ferdinand Rudolf Lažanský z Bukové
Ferdinand Rudolf hrabě Lažanský z Bukové (1590 – 7. srpna 1657) byl český šlechtic. Od mládí působil ve službách Habsburků, na jejich straně setrval i v době stavovského povstání. Obohatil se v průběhu pobělohorských konfiskací a díky dědictví po sestře položil základy rodového bohatství pro několik dalších staletí (Manětín). Za třicetileté války sloužil mimo jiné v armádě, byl povýšen postupně na svobodného pána (1630) a nakonec na hraběte (1637).

## Životopis
Patřil k české šlechtické rodině Lažanských z Bukové, byl synem Šebestiána Lažanského (†1611), majitele menších statků severně od Plzně (Milíčov, Březsko), a jeho manželky Zuzany Nebílovské z Drahobuze. Ferdinand Rudolf se od mládí uplatňoval u císařského dvora v Praze, kde byl v letech 1611–1612 číšníkem císaře Rudolfa II., poté komorníkem arcivévody Karla. V letech 1616–1618 se v doprovodu Heřmana Černína z Chudenic zúčastnil diplomatického poselství do Turecka. Jako nekompromisní katolík byl v době stavovského povstání z Čech a poté vstoupil do vojenských služeb císaře Ferdinanda II. Během třicetileté války dosáhl hodnosti plukovníka, v pobělohorských konfiskacích skoupil několik statků na Strakonicku, některé akvizice měly jen krátkodobý charakter (Štěkeň), jiné se staly trvalejší součástí rodového majetku (Osek, Mladějovice). V roce 1630 byl povýšen do říšského panského stavu, o rok později byl tento titul potvrzen i pro České království, nakonec v roce 1637 dosáhl říšského hraběcího titulu. V roce 1639 zdědil po své sestře Ester, provdané Mitrovské, panství Manětín, které se stalo základnou majetku Lažanských až do 20. století. Součástí dědictví po Ester Lažanské byly navíc statky v blízkosti Prahy (Záběhlice, Petrovice) a také dům U Zlaté husy v Praze (dnes známý pod jménem Sterneggovský palác).
Jeho manželkou byla Markéta Barbora Vratislavová z Mitrovic (1605–1681), majitelka statku Bratronice na Strakonicku. Z jejich manželství pocházeli čtyři synové:
- 1. Rudolf Jiří (1620–1659), rada dvorského a komorního soudu, hejtman Plzeňského kraje, majitel Manětína
- 2. František Adam (1630–1662), císařský komorník, rada dvorského a komorního soudu, hejtman Prácheňského kraje, majitel Oseka
- 3. Vilém (zemřel v dětství)
- 4. Karel Maxmilián (1639–1695), prezident apelačního soudu, nejvyšší dvorský sudí, majitel Manětína

## Hrobka
Ferdinand Rudolf Lažanský s manželkou Markétou Barborou, syny Františkem Adamem a Karlem Maxmiliánem byli pohřbeni do rodinné hrobky v bazilice Nanebevzetí Panny Marie na Strahově, do níž byli před nimi pohřbeni také oba rodiče, Šebestián Lažanský z Bukové († 1611) a Zuzana Lažanská z Bukové, rozená Nebílovská z Drahobuze († 1625). Náhrobek se zachoval.